# Danio
Danio je rod sladkovodních paprskoploutvých ryb z čeledi kaprovití (Cyprinidae) a podčeledi Danioninae. V češtině se ryby tohoto rodu označují počeštěným jménem dánio, to se však používá i pro některé další rody podčeledi Danioninae, například rod Devario. Ryby rodu Danio jsou drobné a často zajímavě zbarvené rybky z tropické Asie, mnoho druhů našlo významné uplatnění v akvaristice. Dánio pruhované (Danio rerio) je významným modelovým organismem v molekulární biologii. Mezi populární akvarijní ryby patří kromě dánia pruhovaného například dánio perlové (Danio margaritatus).

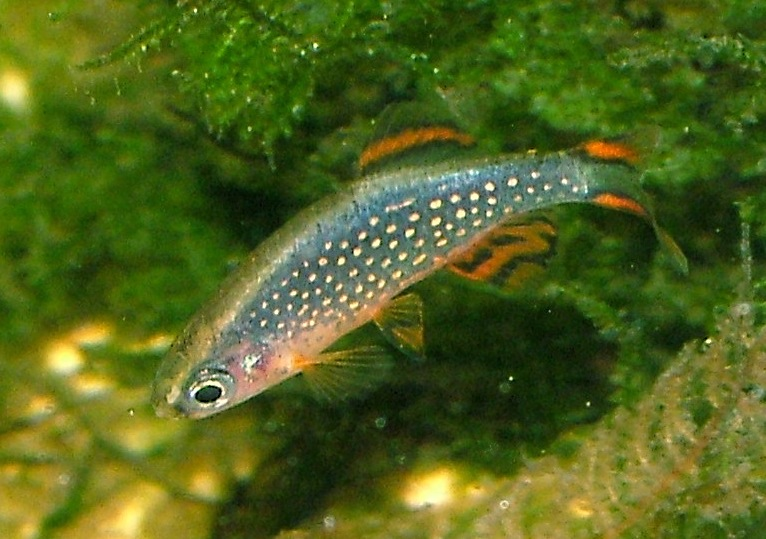
dánio perlové – samec
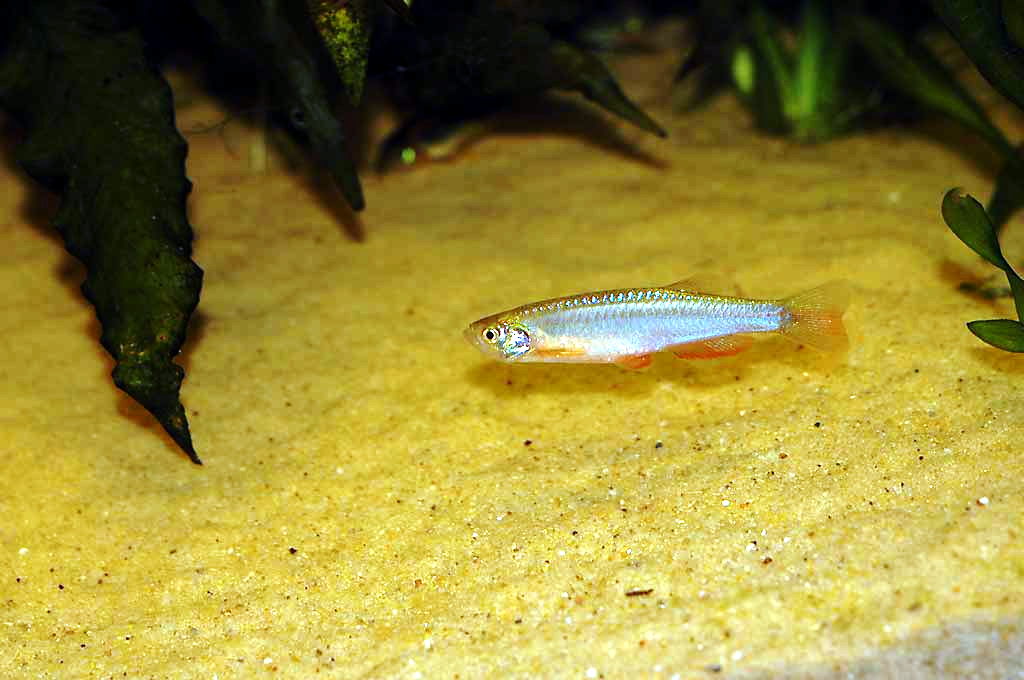
dánio duhové